# Sidney Sutcliffe
Pour les articles homonymes, voir Sutcliffe.
Sydney « Jock » Sutcliffe est un hautboïste, violoncelliste et pédagogue britannique né le 6 octobre 1918 à Édimbourg et mort le 5 juillet 2001 à Londres. Premier hautbois solo et l'un des « Legge's Royal Flush » de l'Orchestre Philharmonia, il est aussi le modèle du hautboïste de l'orchestre imaginaire de Gerard Hoffnung

## Biographie
Sydney Clement « Jock » Sutcliffe naît le 6 octobre 1918 à Édimbourg dans la famille d'un violoncelliste et d'une pianiste, membres d'un trio et de l'orchestre du Salon Picture House (de). Ses premiers souvenirs musicaux sont les accords de Jean-Sébastien Bach, Johannes Brahms et Antonín Dvořák sur lesquels son enfance est bercée.
À l'âge de sept ans, il reçoit un violoncelle trois-quarts, mais faute de leçons, à part celles de son père, il n'a pas de pratique assidue et ne progresse pas avant d'entendre, à l'âge de douze ans, une petite fille jouer la Sicilienne de Maria Theresia von Paradis et de se mettre sérieusement au travail. L'arrivée du cinéma sonore ayant brisé la carrière de ses parents il quitte l'école à quatorze ans et s'engage dans le King's Royal Rifle Corps où il est sommé d'apprendre la clarinette avant de se voir attribuer le hautbois sur lequel il se sent nettement plus à l'aise. 
Le chef de l'orchestre de son unité, impressionné par sa musicalité, l'inscrit au concours et il obtient rapidement une bourse du Kneller Hall (en) lui permettant d'étudier au Royal College of Music. Il suit tout d'abord les cours de William Shepley puis passe trois années dans la classe de Léon Goossens. Il poursuit également l'étude du violoncelle avec John Snowden. Il donne son premier récital de hautbois à l'âge de 17 ans au Wigmore Hall. En 1938, il est engagé à l'issue d'une audition à l'orchestre du Sadler's Wells Ballet de Londres mais doit rejoindre son unité au déclenchement de la Seconde Guerre mondiale. Astigmate, il ne suit pas son régiment à Calais mais est envoyé à Winchester pour aider à former un nouvel orchestre d'harmonie. Il se retrouve bientôt à jouer du saxophone dans un groupe Dixieland et dans un big band pour lesquels il écrit de nombreux arrangements. Lors d'un enregistrement avec le big band aux studios Abbey Road, il est entendu par Michael Dobson qui lui demande de le remplacer pour une session de l'Orchestre philharmonique de Londres où il devient peu après premier hautbois solo et où il joue durant quatre ans avec Bruno Walter, Victor de Sabata, Adrian Boult, Basil Cameron (en) et Eduard van Beinum. En 1948, il épouse Thelma Roberts, secrétaire de l'orchestre. 
Il est par deux fois approché par Walter Legge et accepte à la deuxième fois de rejoindre l'Orchestre Philharmonia créé en 1945 dont il devient le premier hautbois solo et l'un des « Legge's Royal Flush », les exceptionnels solistes des pupitres des vents de l'orchestre légendaire assemblé par le producteur. Très occasionnellement, au cours de ce qu'il appelle sa « période de gloire », il apparaît en soliste, interprétant le concerto de Richard Strauss sous la direction d'Igor Markevitch, la Symphonie concertante de Wolfgang Amadeus Mozart avec Bernard Walton (en) à la clarinette, Cecil James (en) au basson et Dennis Brain au cor sous la direction d'Herbert von Karajan et les concertos brandebourgeois de Jean-Sébastien Bach avec Otto Klemperer mais il tire une bien plus grande satisfaction personnelle du jeu au sein de l'orchestre. Il enregistre les quintettes de Mozart et Beethoven avec Walter Gieseking et une série de lieder avec Elisabeth Schwarzkopf. Ses enregistrements de musique de chambre avec le London Baroque Orchestra sont récompensés par le prix des Classic Record Collector Awards 2000. En 1953 il est invité à jouer avec les musiciens de l'orchestre dirigé par sir Adrian Boult pour les fêtes du Couronnement.
Ces années sont très intenses et quand en 1963 l'Orchestre symphonique de la BBC propose un poste de « co-soliste » permettant de partager la charge de travail il l'accepte. Il participe avec son nouvel orchestre à deux concerts majeurs au Festival d'Édimbourg de 1967, dont l'un est Le Sacre du printemps dirigé par Pierre Boulez et l'autre la première européenne des Requiem Canticles (en) d'Igor Stravinsky. En 1971, il décide de devenir musicien indépendant et travaille au cachet sur des musiques de films, des publicités et des émissions de télévision comme The Morecambe & Wise Show (en). Sur les traces de Léon Goossens, il assure pendant 20 ans des cours au Royal College of Music et à l'ILEA Music Center (en) de Pimlico où son approche est toujours encourageante : « Charmant, mais si je pouvais faire juste une suggestion... » était sa phrase clé. Son départ en retraite en 1983 est suivi du décès de sa femme. Il refuse un poste d'enseignement du violoncelle en Islande pour se consacrer à cette fonction dans le Surrey à l'école Yehudi Menuhin de Cobham. Son grand plaisir dans ses dernières années est de jouer du violoncelle lors de sessions de musique de chambre avec des élèves de l'école Menuhin. Demeurant l'un des meilleurs hautboïstes britanniques de l'après-guerre si ce n'est du siècle dernier, il continue à jouer du hautbois et du cor anglais en conservant « sa formidable technique et son merveilleux contrôle ». En plus de la musique, il aime le golf et les motos, fais ses courses à moto à 75 ans et monte pour son 80e anniversaire dans un Tiger Moth avec lequel il fait un looping. Il bouillonne d'énergie et de jovialité : son large sourire et son amour de la bonne bière ont fait de lui le modèle facilement reconnaissable du hautboïste de l'orchestre imaginaire de Gerard Hoffnung. Il s'effondre lors d'un concert de musique de chambre au Wigmore Hall et meurt le 5 juillet 2001 à l'âge de 82 ans à Londres en laissant trois filles, Jill, Sally et Jeannie.